# Dominique Othenin-Girard
Dominique Othenin-Girard (* 2. října 1958, Le Locle, Švýcarsko) je švýcarsko-francouzsky filmový režisér a scenárista.
Narodil se do francouzské rodiny v Le Locle, Neuchâtel, ve Švýcarsku. Mezi jeho nejznámější filmy patří Halloween 5: Pomsta Michaela Myerse, Přichází Satan - Procitnutí, Noční anděl a The Crusaders. Jeho film After Darkness se svým úspěchem dostal do 35. Mezinárodního Filmového Festivalu v Berlíně.

## Filmografie
- After Darkness
- The Crusaders
- Noční anděl
- Přichází Satan - Procitnutí
- Halloween 5